# ハデー・ヘンドリックス物語
『ハデー・ヘンドリックス物語』（ハデー・ヘンドリックスものがたり）は漫☆画太郎による日本の漫画作品、ならびにその名を冠した短編集。

## 概要
タイトルはジミ・ヘンドリックスのパロディ。単行本化に際しては、表題作のほか数点の短編が収録された。
表題作『ハデー・ヘンドリックス物語』は2004年にオムニバス映画作品『漫☆画太郎SHOW ババアゾーン（他）』として短編映画化された。

## 内容
ハデー・ヘンドリックス物語
まだロックが如何わしい音楽とされていた時代。場末のクラブで熱狂的人気を誇るロックバンド『ハデー・ヘンドリックス』のリーダー・ハデーは、演奏中ギターを壊さないとテンションが上らず、ライブの度に9万円の赤字を出してしまう。クラブからも追い出され、いよいよ食い詰めたハデーたち3人はクリスマスの夜、楽器店に忍び込み、ギターを盗もうとするが、見つかってあっという間に警察に包囲されてしまう。追い詰められた3人だが、そこでハデーは思いがけない行動に出るのだった。
『週刊ヤングジャンプ』（集英社）2001年1号・2号に掲載。
ゲーハーの時代
中学生にして抜け毛が進行しているガリ勉少年・若禿進はいつものようにイジメの標的にされていた。ところがある日、一瞬の閃光に教室が包まれ、目を開けると自分以外の生徒が縮小、人間以外の物質は若干大きくなっていた。
裸一貫
女性器が秘密の花園と呼ばれていた時代、太郎はじーさんの誕生日のろうそくをばーさんが屁で消したため、家が爆発、じーさんは死亡、一文無しとなってしまう。ばーさんはストリップで一旗上げると言い出し、太郎に客集めを命じるが…。
いやしババア
『わらってごらん』シリーズの手法を踏襲した作品。しかめつらの現代人のもとにババアが訪れ、笑顔を勧める。
Shall we ババア
高齢者のダンスパーティで、相手が見つからず打ちひしがれるババア。しかし、1人の老紳士が彼女に声をかける。
いやしのストリッパー
ある晩、画太郎は場末のストリップ劇場に迷い込む。そこでは全裸のババアが軽快なダンスで客を熱狂させていた。

## 単行本
- 漫☆画太郎『ハデー・ヘンドリックス物語』集英社〈ヤングジャンプ・コミックス〉
  1. 2002年1月23日発行、ISBN 4-08-876259-2